# Kontaktowi, czyli szklarze bez kitu
Kontaktowi, czyli szklarze bez kitu – książka Grzegorza Miecugowa i Tomasza Sianeckiego wydana 17 października 2007 roku w Warszawie nakładem wydawnictwa Świat Książki.
Pomysł na napisanie książki narodził się po sukcesie programu telewizyjnego Szkło kontaktowe, emitowanego przez stację TVN24, którego gospodarzami są właśnie Miecugow i Sianecki. 
Książka opisuje kulisy powstawania Szkła; od niezbyt udanego debiutu aż po dzisiejszy jego fenomen. Przedstawia także sylwetki pięciu komentatorów: Tomasza Jachimka, Artura Andrusa, Krzysztofa Daukszewicza, Marka Przybylika oraz Wojciecha Zimińskiego, których obecność jest wpisana w formułę programu. 
Na końcu książki autorzy zamieszczają specjalny alfabet „czyli wszystko to, co chcieliśmy zawsze Państwu opowiedzieć, ale się wstydziliśmy”  oraz specjalne posłowie, poświęcone zmarłemu w 2004 roku dziennikarzowi TVN Marcinowi Pawłowskiemu.
W 2007 roku sprzedano 56 582 egzemplarzy, dzięki czemu książka znalazła się na 9. miejscu na liście Bestsellerów Literatury Polskiej.